# Callogorgia chariessa
Callogorgia chariessa is een zachte koraalsoort uit de familie Primnoidae. De koraalsoort komt uit het geslacht Callogorgia. Callogorgia chariessa werd in 1982 voor het eerst wetenschappelijk beschreven door Frederick M. Bayer.  De holotype-kolonie werd verzameld in de Sulu-eilanden, nabij Languyan in de Filipijnse provincie Tawi-Tawi, in februari 1908.